# ジローラモ・ダ・カルピ

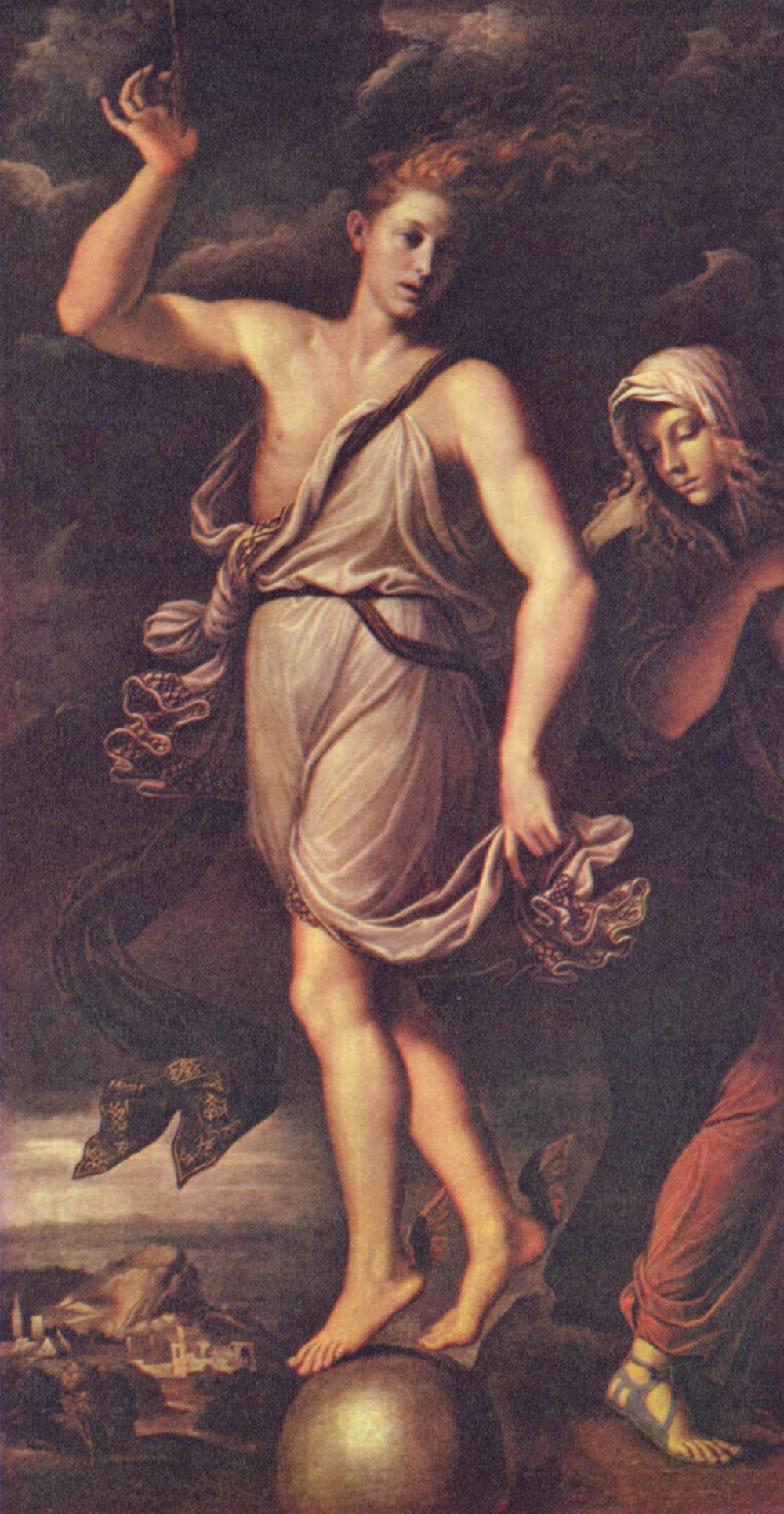
ジローラモ・ダ・カルピ『機会と忍耐』（1541年頃）。ドレスデン、アルテ・マイスター絵画館所蔵。

ジローラモ・ダ・カルピ（Girolamo Da Carpi, 1501年 - 1556年）（1901年のブリタニカ百科事典にはジラーロモ Giralomo と誤記されている）は、ルネサンス期イタリアの画家、室内装飾家。ボローニャ派に属すると考えられている。

## 生涯
父親も画家（ならびに装飾家）で、フェラーラのエステ家の宮廷に仕えていた
ロレンツォ・コスタやラファエロの影響の強い画家の工房で修行を積んでから（ガロファロの下で徒弟をしていたという記録もある）、1520年代、カルピはローマやボローニャに行き、そこでジュリオ・ロマーノのマニエリスム様式に霊感を受けた。
それからフェラーラに戻ると、エステ家の依頼でドッソ・ドッシ、ガロファロらと一緒に仕事をした。1550年にはローマ教皇ユリウス3世の御用建築家になって、バチカン宮殿のベルベデーレ改築の監督を勤めた。再びフェラーラに戻ると、エステンセ城の増築を託された。
カルピの絵には、ロヴィーゴのサン・フランチェスコ教会にある『精霊の堕落』、ボローニャにある『聖母』、『東方三博士の礼拝』、『聖カタリーナ』、そしてフェラーラにある『聖ゲオルギウス』、『聖ヒエロニムス』がある。

## 代表作
- 東方三博士の礼拝（1531年）ボローニャ、サン・マルティーノ教会
- 聖カタリーナの結婚（1532年 - 1534年）ボローニャ、サン・サルヴァトーレ教会
- 聖ロンギヌス（1531年）
- ペンテコステ　ロヴィーゴ、サン・フランチェスコ教会
- 機会と忍耐（1541年）ドレスデン、古典絵画館

## 作品

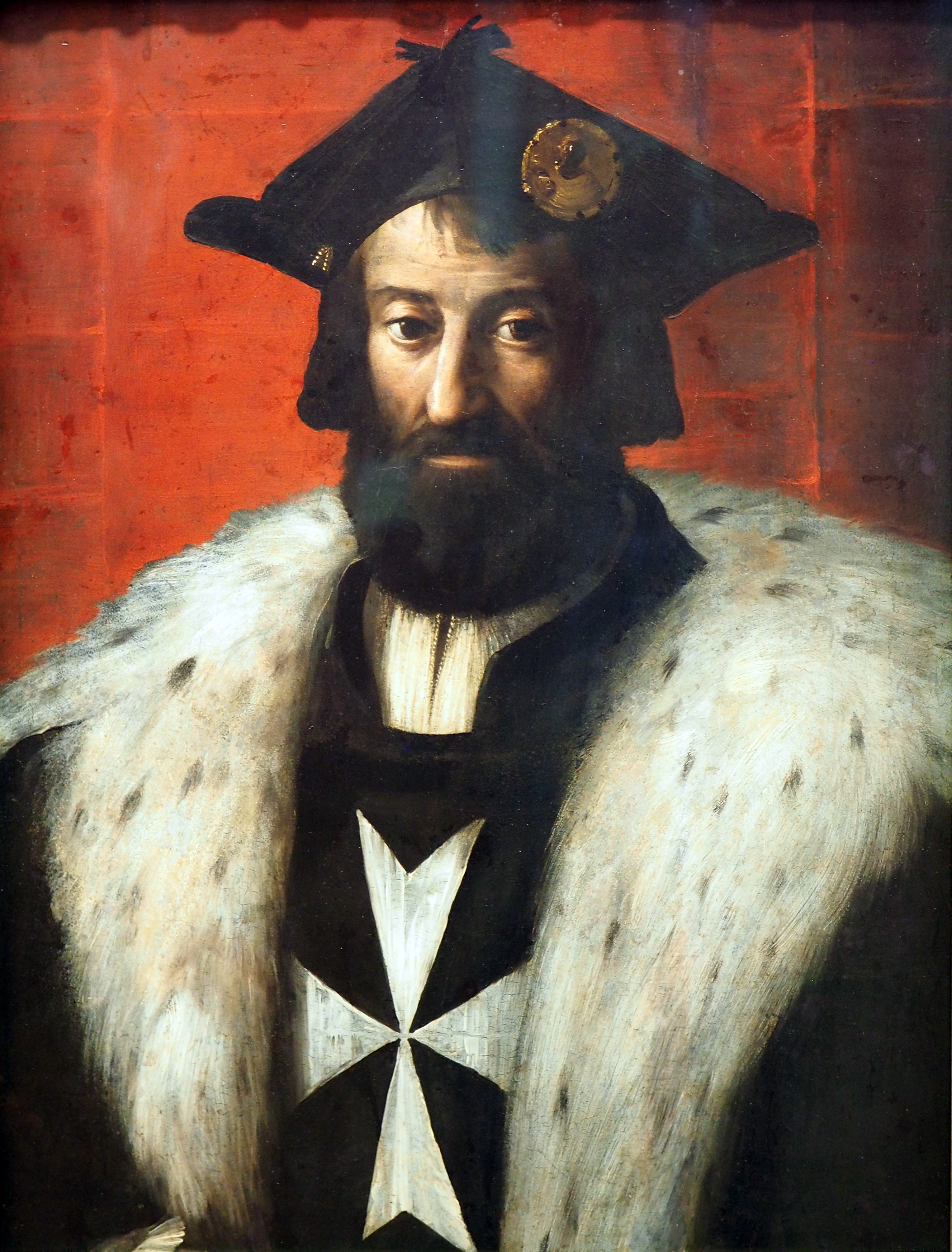
聖ヨハネ騎士団の騎士 (1526/27)
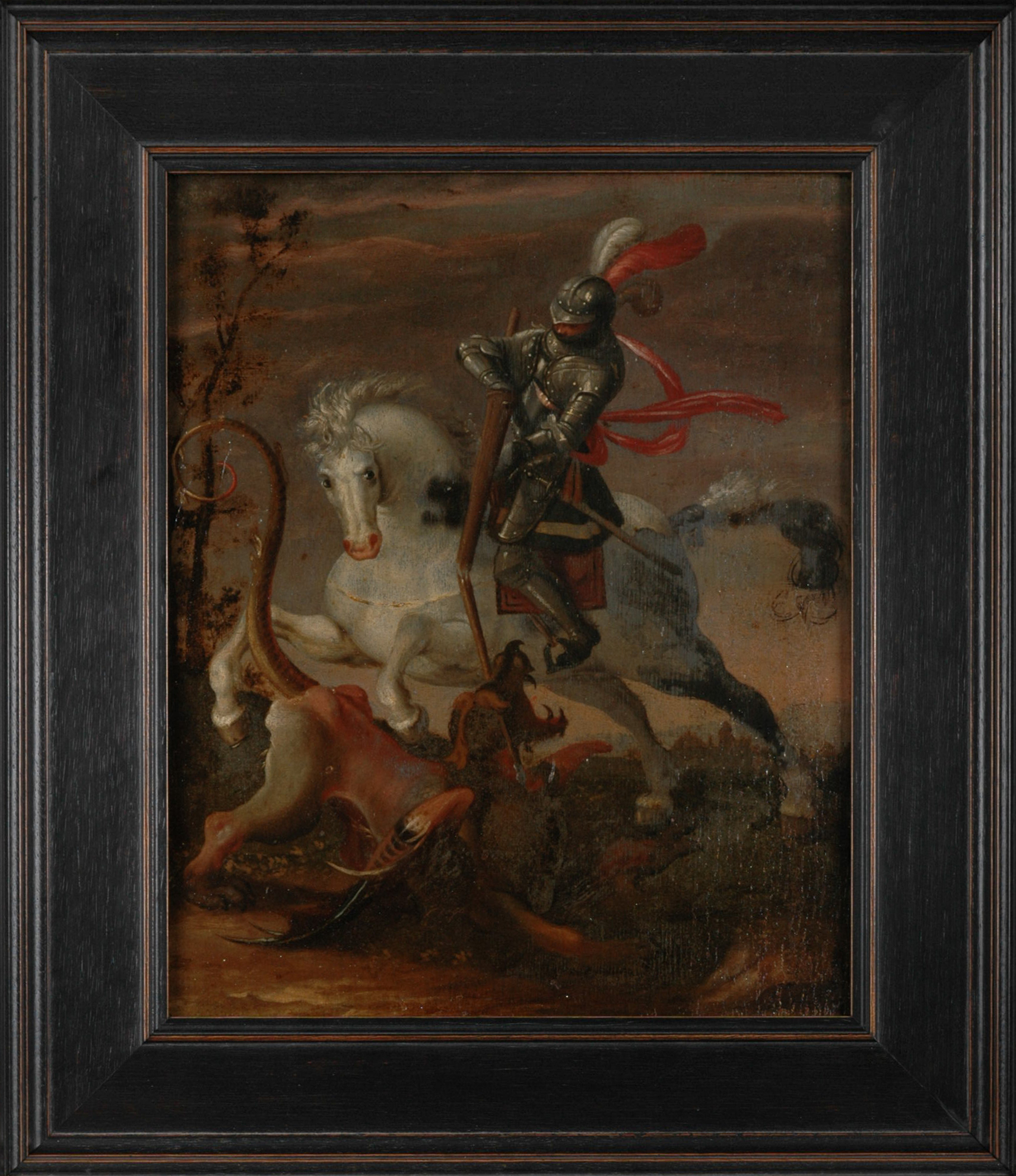
「竜を殺す聖ゲオルギオス」
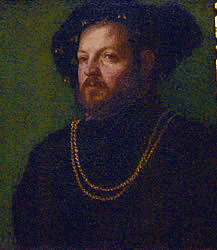
帽子をかぶった男
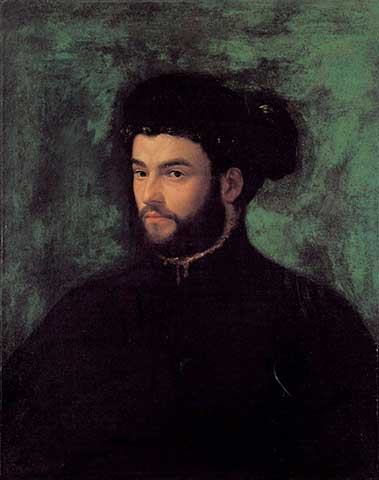
肖像画
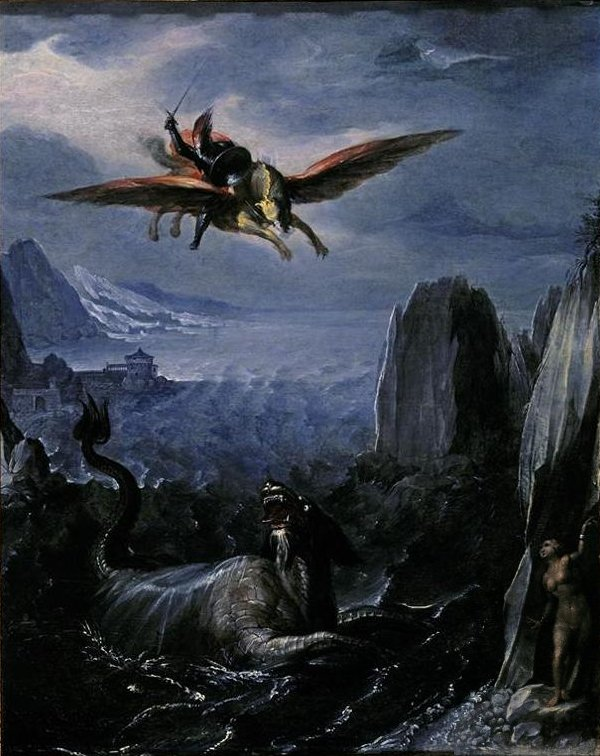
「アンジェリカを救うルッジェーロ」
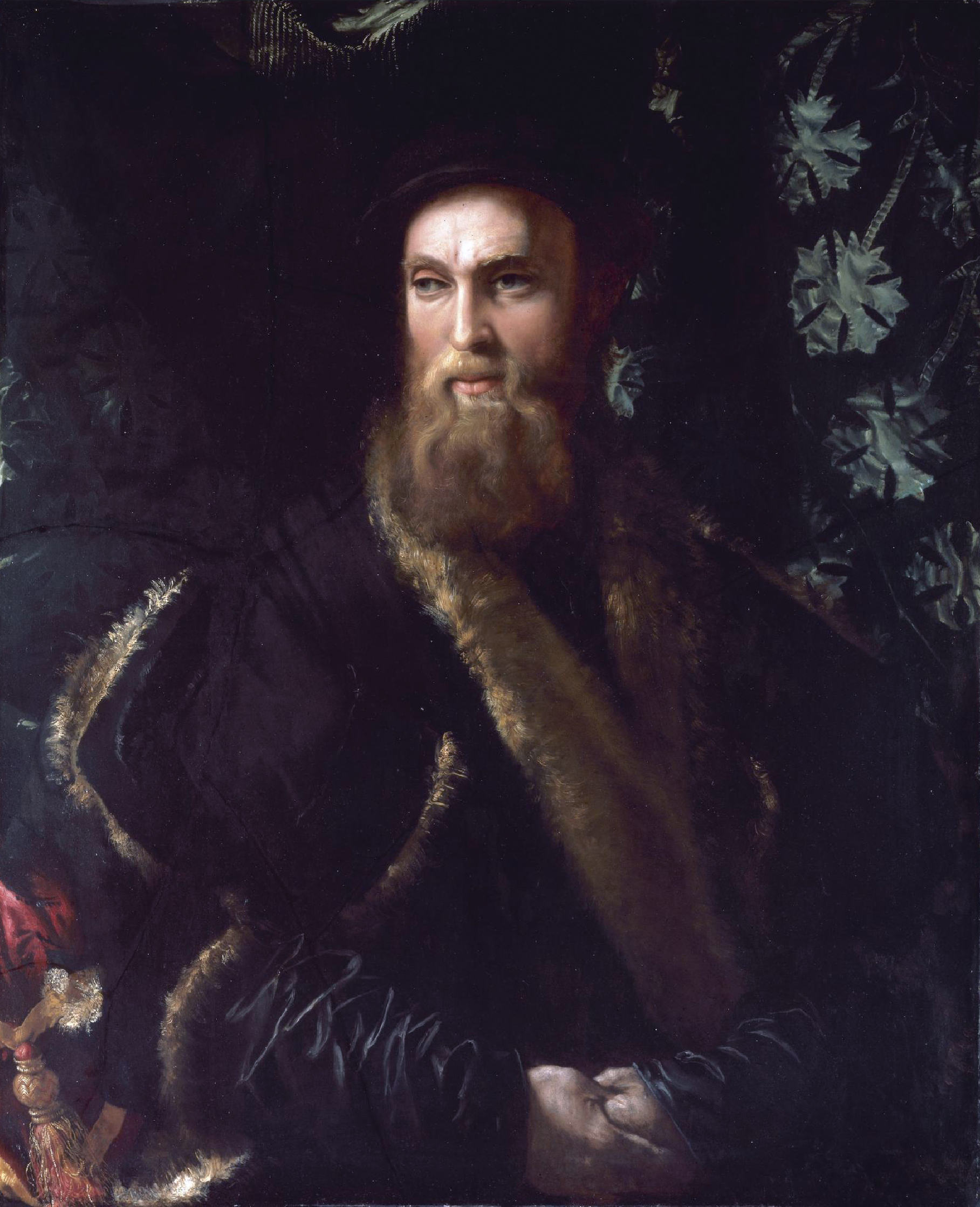
Bindo Altoviti(芸術パトロン)
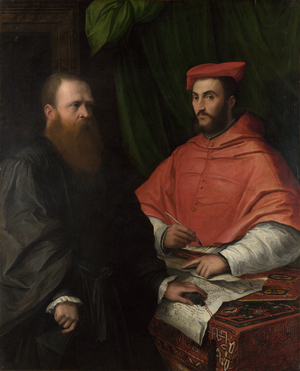
枢機卿イッポーリト・デ・メディチとMario Bracci（政治家）
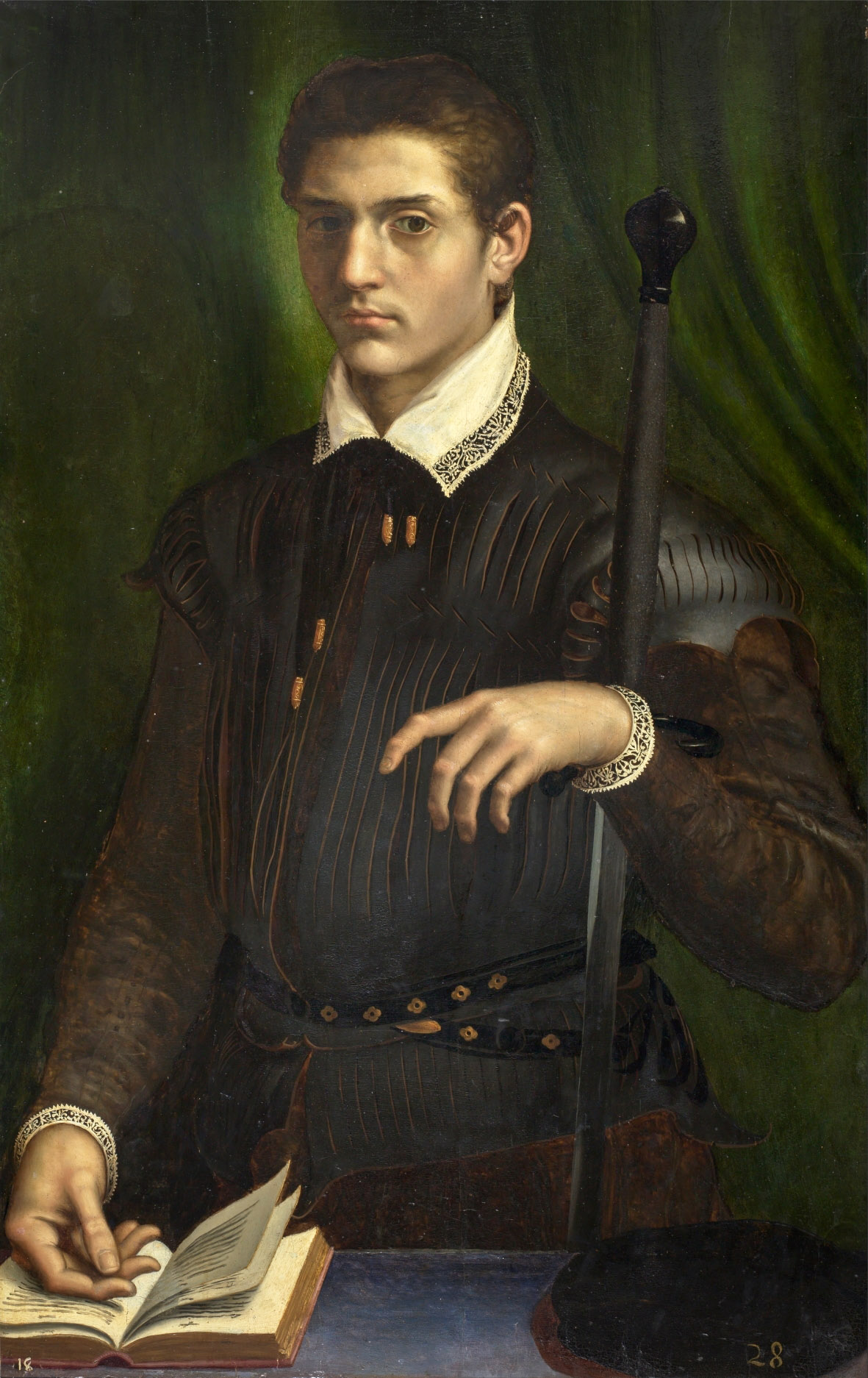
アルフォンソ2世・デステ

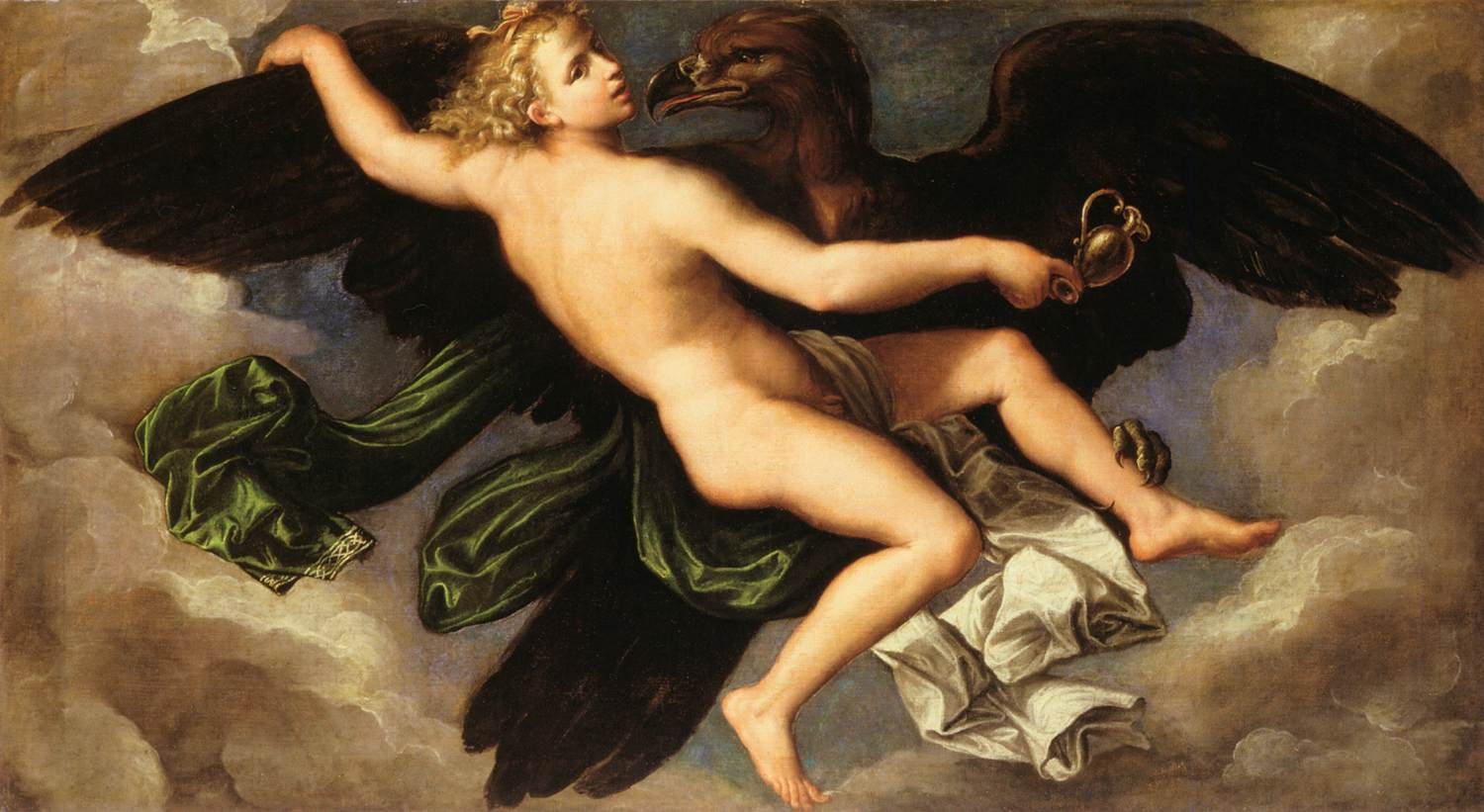
"The Rape of Ganymede"
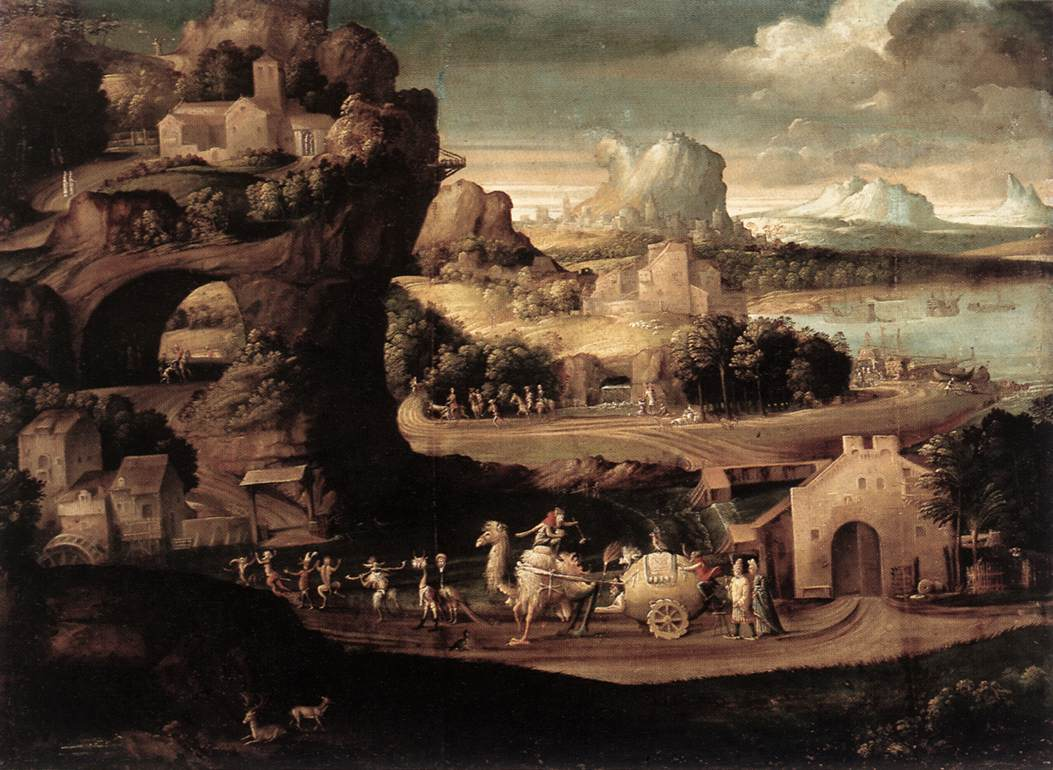
「魔術師のいる風景」

## 参照
- Freedberg, Sydney J. (1993). Pelican History of Art. ed. Painting in Italy, 1500-1600. pp. Penguin Books Ltd
- この記事にはアメリカ合衆国内で著作権が消滅した次の百科事典本文を含む: Chisholm, Hugh, ed. (1911). "Carpi, Girolamo da". Encyclopædia Britannica (英語). Vol. 5 (11th ed.). Cambridge University Press. p. 397.